# Jakob Sigismund Beck
Jakob Sigismund Beck, född 6 augusti 1761 och död 29 augusti 1840, var en tysk filosof.
Beck var professor i Rostock, och bestred som Salomon Maimon och Johann Gottlieb Fichte Immanuel Kants lära om "tinget i sig" och försökte ombilda den kantianska filosofin i rent idealistisk riktning. Becks huvudarbete är Einzig möglicher Standpunkt, aus welchem die kritisch Philosophie beurteilt werden muss (utgiven som tredje bandet av Becks Erläuternder Auszug aus den Schriften des Herrn Professor Kant 1793-96). Hans brevväxling med Kant är utgiven i band 11 och 12 av Berlinakademins Kantupplaga.